# Séchault
Séchault je francouzská obec v departementu Ardensko v regionu Grand Est. V roce 2012 zde žilo 65 obyvatel.

## Poloha obce
Obec leží u hranic departementu Ardensko s departementem Marne. Sousední obce jsou: Ardeuil-et-Montfauxelles, Bouconville, Fontaine-en-Dormois (Marne), Gratreuil (Marne), Challerange, Marvaux-Vieux, Monthois a Montcheutin.

## Vývoj počtu obyvatel
Počet obyvatel